# JMT
JMT (Jazz Music Today) war ein deutsches Plattenlabel, welches in den Jahren 1985 bis 1995 in München bestand und sich auf Jazz konzentrierte. Es wurde von Stefan Winter geleitet, der auf seinem Label eine Reihe etablierter Musiker präsentieren konnte, so z. B. Django Bates, John McLaughlin, Paul Motian und Gary Thomas. Steve Coleman, Greg Osby und Cassandra Wilson starteten ihre Laufbahn als Solokünstler bei JMT, bevor sie später zu anderen Labeln wechselten.
1995 musste das Label mangels finanzieller Rückendeckung des Mutterkonzerns Polydor geschlossen werden. Stefan Winter gründete daraufhin 1997 Winter & Winter als Nachfolger. Einige Künstler wie z. B. Paul Motian und Uri Caine setzten auf diesem Label ihre Arbeit fort und veröffentlichten dort ihre nächsten Tonträger. In den Jahren 2001 bis 2005 wurden schrittweise sämtliche Veröffentlichungen JMTs bei Winter & Winter in einer speziellen JMT Edition wiederveröffentlicht, etwa Jay Claytons und Jerry Granellis Duoalbum Sound Songs von 1986.

## Sonstiges
Winter brachte 1986 auf dem Label eine eigene CD mit dem Titel Die kleine Trompete/The Little Trumpet heraus, es handelt sich dabei um ein von ihm komponiertes Werk, das hauptsächlich von JMT-Stammmusikern eingespielt wurde.